# Robert Spencer, IV conte di Sunderland
Robert Spencer, quarto conte di Sunderland (24 ottobre 1701 – 15 settembre 1729), conosciuto come barone Spencer fino al 1722, era il primo figlio maschio di Charles Spencer, III conte di Sunderland, membro del partito Whig e pari d'Inghilterra.

## Biografia
La madre, Anne Churchill, duchessa di Sunderland, era figlia di John Churchill, I duca di Marlborough e di sua moglie Sarah Churchill, duchessa di Marlborough. Alla morte del padre, avvenuta nel 1722, Robert ereditò la contea di Sunderland e divenne pari del regno; tuttavia nel 1729 si spense, senza una discendenza. Il titolo passò così al fratello, Charles, quinto conte di Sunderland. Charles diede vita ad un nuovo ramo della famiglia, ottenendo anche il titolo di duca di Marlborough alla morte della zia Henrietta Godolphin; se Robert fosse sopravvissuto ed avesse avuto una discendenza, molti illustri membri della famiglia, come Winston Churchill, ne sarebbero stati esclusi nei secoli a venire.

## Ascendenza
|                                          |                   |                                   | Genitori                             |  |  | Nonni |  |  | Bisnonni                             |  |  | Trisnonni                                          |  |
|                                          |                   |                                   |                                      |  |  |       |  |  | Henry Spencer, I conte di Sunderland |  |  | William Spencer, II barone Spencer di Wormleighton |  |
|                                          |                   |                                   |                                      |  |  |       |  |  | Henry Spencer, I conte di Sunderland |  |  | William Spencer, II barone Spencer di Wormleighton |  |
|                                          |                   | Penelope Wriothesley              |                                      |  |  |       |  |  | Henry Spencer, I conte di Sunderland |  |  |                                                    |  |
| Robert Spencer, II conte di Sunderland   |                   |                                   |                                      |  |  |       |  |  | Henry Spencer, I conte di Sunderland |  |  |                                                    |  |
|                                          |                   | Dorothy Sidney                    | Robert Sidney, II conte di Leicester |  |  |       |  |  |                                      |  |  |                                                    |  |
|                                          |                   | Dorothy Sidney                    | Robert Sidney, II conte di Leicester |  |  |       |  |  |                                      |  |  |                                                    |  |
|                                          |                   | Dorothy Sidney                    | Dorothy Percy                        |  |  |       |  |  |                                      |  |  |                                                    |  |
| Charles Spencer, III conte di Sunderland |                   | Dorothy Sidney                    |                                      |  |  |       |  |  |                                      |  |  |                                                    |  |
|                                          |                   | George Digby, II conte di Bristol | John Digby, I conte di Bristol       |  |  |       |  |  |                                      |  |  |                                                    |  |
|                                          |                   | George Digby, II conte di Bristol | John Digby, I conte di Bristol       |  |  |       |  |  |                                      |  |  |                                                    |  |
|                                          |                   | George Digby, II conte di Bristol | Beatrice Walcott                     |  |  |       |  |  |                                      |  |  |                                                    |  |
| Anne Digby                               |                   | George Digby, II conte di Bristol |                                      |  |  |       |  |  |                                      |  |  |                                                    |  |
|                                          |                   | Anne Russell                      | Francis Russell, IV conte di Bedford |  |  |       |  |  |                                      |  |  |                                                    |  |
|                                          |                   | Anne Russell                      | Francis Russell, IV conte di Bedford |  |  |       |  |  |                                      |  |  |                                                    |  |
|                                          |                   | Anne Russell                      | Catherine Brydges                    |  |  |       |  |  |                                      |  |  |                                                    |  |
| Robert Spencer, IV conte di Sunderland   |                   | Anne Russell                      |                                      |  |  |       |  |  |                                      |  |  |                                                    |  |
|                                          | Winston Churchill | John Churchill                    |                                      |  |  |       |  |  |                                      |  |  |                                                    |  |
|                                          | Winston Churchill | John Churchill                    |                                      |  |  |       |  |  |                                      |  |  |                                                    |  |
|                                          | Winston Churchill | Sarah Winston                     |                                      |  |  |       |  |  |                                      |  |  |                                                    |  |
| John Churchill, I duca di Marlborough    | Winston Churchill |                                   |                                      |  |  |       |  |  |                                      |  |  |                                                    |  |
|                                          |                   | Elizabeth Drake                   | John Drake, I baronetto              |  |  |       |  |  |                                      |  |  |                                                    |  |
|                                          |                   | Elizabeth Drake                   | John Drake, I baronetto              |  |  |       |  |  |                                      |  |  |                                                    |  |
|                                          |                   | Elizabeth Drake                   | Eleanor Boteler                      |  |  |       |  |  |                                      |  |  |                                                    |  |
| Anne Churchill                           |                   | Elizabeth Drake                   |                                      |  |  |       |  |  |                                      |  |  |                                                    |  |
|                                          |                   | Richard Jennings                  | John Jennings                        |  |  |       |  |  |                                      |  |  |                                                    |  |
|                                          |                   | Richard Jennings                  | John Jennings                        |  |  |       |  |  |                                      |  |  |                                                    |  |
|                                          |                   | Richard Jennings                  | Alice Spencer                        |  |  |       |  |  |                                      |  |  |                                                    |  |
| Sarah Jennings                           |                   | Richard Jennings                  |                                      |  |  |       |  |  |                                      |  |  |                                                    |  |
|                                          |                   | Frances Thornhurst                | Gifford Thornhurst                   |  |  |       |  |  |                                      |  |  |                                                    |  |
|                                          |                   | Frances Thornhurst                | Gifford Thornhurst                   |  |  |       |  |  |                                      |  |  |                                                    |  |
|                                          |                   | Frances Thornhurst                | Susanna Temple                       |  |  |       |  |  |                                      |  |  |                                                    |  |
|                                          |                   | Frances Thornhurst                |                                      |  |  |       |  |  |                                      |  |  |                                                    |  |

## Designazioni
- 24 October 1701 – 28 September 1702: The Honourable Robert Spencer
- 28 September 1702 – 19 April 1722: Lord Spencer
- 19 April 1722 – 15 September 1729: The Right Honourable Il conte di Sunderland